# Жан-Жак Госсо
Жан-Жак Госсо́ (фр. Jean-Jacques Gosso; нар. 15 березня 1983, Абіджан, Кот-д'Івуар) — івуарійський футболіст. Півзахисник  турецького клубу «Гезтепе».

## Титули і досягнення
- Срібний призер Кубка африканських націй: 2012